# Ophiambix aculeatus
Ophiambix aculeatus är en ormstjärneart som beskrevs av George Richard Lyman 1880. Ophiambix aculeatus ingår i släktet Ophiambix och familjen fransormstjärnor. Inga underarter finns listade i Catalogue of Life.